# Guerra Civil no Curdistão Iraquiano
A Guerra Civil Curda iraquiana (em Curdo: Birakujî [٣١ ئاب] ou "Fratricídio") foi um conflito militar que aconteceu entre diversas facções curdas na região noroeste do Iraque em meados da década de 1990. As duas principais partes em conflito uma com a outra era o Partido Democrático do Curdistão (PDC) e a União Patriótica Curda (UPC). Os principais motivos do conflito foram disputas por cidades petrolíferas, rivalidades internas e desconfiança na recém criada região autônoma do Curdistão iraquiano.
Durante a guerra, militantes de outros grupos curdos, vindos do Irã e da Turquia, também se envolveram, atraindo o interesse não só do governo iraquiano (país onde aconteciam os combates) mas também das autoridades turcas e iranianas, ameaçando desestabilizar a região, o que também acabou atraindo a atenção dos Estados Unidos. Estima-se que de 3 000 a 5 000 pessoas, entre civis e combatentes, tenham morrido durante os três anos de conflito.